# Kunsthalle Messmer

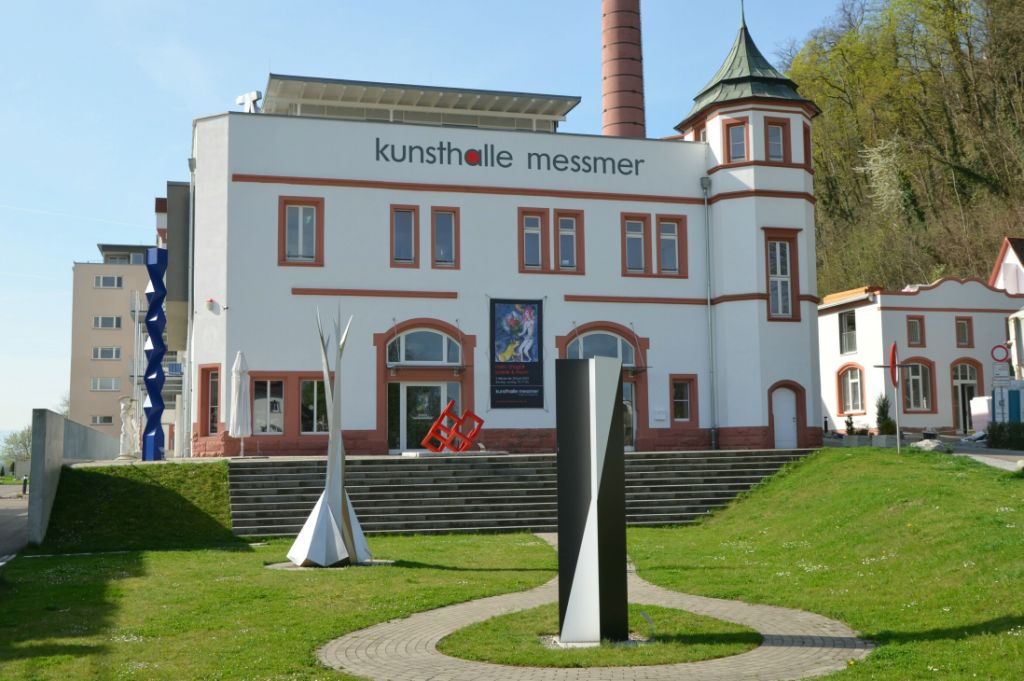
Kunsthalle Messmer

Die Kunsthalle Messmer ist ein Museum in Riegel am Kaiserstuhl in den Räumen der stillgelegten Riegeler Brauerei. Auf rund 900 m² Ausstellungsfläche wird in Wechselausstellungen Kunst des 20. und 21. Jahrhunderts gezeigt. Zum Museum gehört ein 850 m² großer Skulpturengarten mit Plastiken der Gegenwartskünstler Gerald Baschek, Hellmut Bruch, Gerhard Frömel, Friedrich Geiler, Bernhard Licini, Rüdiger Seidt, Michel Jouët und Michael Schwarze.

## Gründung
Im Jahr 2005 gründete der ehemalige Unternehmer und Kunstsammler Jürgen A. Messmer die Stiftung messmer foundation als Widmung an seine 2003 an Krebs verstorbene Tochter Petra. Die Stiftung ist Trägerin des Museums, das im Juni 2009 eröffnet wurde. Jährlich werden bis zu drei Ausstellungen aus dem Bereich der Klassischen Moderne sowie der zeitgenössischen Kunst präsentiert. Gezeigt werden Exponate aus der eigenen Sammlung sowie Leihgaben aus internationalen Privat- und Museumssammlungen.
1978 gelang es Messmer, große Teile des Nachlasses des Schweizer Künstlers André Evard zu erwerben. Dieser malte zeit seines Lebens figurativ wie auch abstrakt und galt als wegweisender Maler der Schweizer Moderne. Über den Künstler fand der Unternehmer zur konkret-konstruktiven Kunst, die heute den Schwerpunkt seiner Sammlung bildet. Die erste Ausstellung der Kunsthalle Messmer war eine Hommage an Evard und zeigte ausschließlich seine Arbeiten. Außerdem wurde der von Messmer ins Leben gerufene Internationale Evard-Preis nach dem Künstler benannt.

## Ausstellungen
Neben dem Nachlass von André Evard umfasst die Kunstsammlung Messmer u. a. Werke von Max Bill, Georges Braque, Salvador Dalí, Otto Dix, Günter Fruhtrunk, François Morellet, A. R. Penck, Pablo Picasso, Gerd Grimm, Sonia Delaunay, Joan Miró und Victor Vasarely. Unter Einbeziehung dieser Werke hat das Museum u. a. folgende Ausstellungen präsentiert:
- 2009: Hommage an André Evard[2]
- 2009: Victor Vasarely + 50 Jahre konstruktive Kunst in Paris[3]
- 2010: Gruppenausstellung der Nominierten zum 2. Internationalen André Evard-Preis[4]
- 2010: Salvador Dalí und die Allmacht des Traumes[5]
- 2010: Gerd Grimm – Mode, Mädchen, Metropolen[6]
- 2011: Kinetik – Kunst in Bewegung[7]
- 2011: Wasser – Facetten eines Elements[8]
- 2012: Le Corbusier und André Evard – Vom Jugendstil zur Moderne[9]
- 2013: Marc Chagall – Poesie und Traum[10]
- 2013: Gruppenausstellung der Nominierten zum 3. Internationalen André Evard-Preis[11]
- 2014: Ernst Fuchs und Friedensreich Hundertwasser[12]
- 2014: China im Spiegel der Zeit[13]
- 2015: Andy Warhol King of Pop Art[14]
- 2016: Gruppenausstellung der Nominierten zum 4. Internationalen André-Evard-Preis[15]
- 2016 Joan Miró – Der leidenschaftliche Malerpoet[16]
- 2017: Christo und Jeanne-Claude: Objekte – Zeichnungen – Fotos[17]
- 2017: Picasso und die Frauen[18]
- 2017: Licht & Bewegung[19]
- 2018: Otmar Alt: Lebenswege[20]
- 2018: Dalí – Der Zauber des Genies[21]
- 2018: Gruppenausstellung der Nominierten zum 5. Internationalen André-Evard-Preis[22]
- 2019: Hundert Jahre Bauhaus[23]
- 2019: 10 Jahre Kunsthalle Messmer – Ein Leben für die Kunst[24]
- 2020: Leon Löwentraut - Jung, provokativ & erfolgreich[25]
- 2020: Fantastische Bildwelten Bilder und Skulpturen[26]
- 2023: Geträumte Welten – Marc Chagall[27]
- 2024: Hyperrealist Enrico Ghinato & Vespa aus historischer Sammlung[28]
- 2024: Drei starke Frauen: Niki de Saint Phalle, Sylvette David, Elvira Bach" [29]
- 2024/25: 7. Internationaler André-Evard Preis" [30]

## Internationaler André Evard-Preis
Der André Evard-Kunstförderpreis wird alle zwei bis drei Jahre verliehen. Internationale Künstler, die konkret-konstruktiv arbeiten, können ihre Arbeiten einreichen. Die maximal zwei Preisträger, die von einer Fachjury ausgewählt werden, erhalten ein gemeinsames Preisgeld von 10.000 Euro. An der vierten Ausschreibung 2015 beteiligten sich 750 Künstler, von denen 80 für die Gruppenausstellung ausgewählt wurden. Zusätzlich zum Jurypreis wird ein Publikumspreis verliehen.
Die Jury der zweiten Verleihung 2010 setzte sich aus Karola Kraus (vormals Leiterin der Staatlichen Kunsthalle Baden-Baden), Christina Schroeter-Herrel (Kunsthistorikerin, Deutsche Bank AG) und Gerhard Frömel (Bildender Künstler und Dozent an der Kunstuniversität Linz) zusammen. Die Preisträger waren die Künstler Inge Dick und Wolfram Ullrich, der Publikumspreis ging an Peter Somm.
Den Gewinner des dritten Internationalen Evard-Preises 2013, Tatsushi Kawanabe, kürten der Mathematiker Dietmar Guderian, Marli Hoppe-Ritter (Mitbegründerin des Museums Ritter) und Ewald Karl Schrade, der Initiator der Art Karlsruhe.
Der vierte Preis wurde am 24. April 2016 an die US-amerikanische Künstlerin Betty Rieckmann verliehen, den Publikumspreis erhielt der deutsche Künstler Bodo Sperling. Die Jury bestand aus Ewald Karl Schrade, Marli Hoppe-Ritter und Sabine Schaschl.
2019 erhielt den Kunstpreis Rüdiger Seidt, dessen Werk Circletetra, 2018 – Cor-Ten auch einen der beiden Publikumspreise gewinnen konnte. Der zweite Publikumspreis ging an Antonio Marra für sein Kunstwerk Die Weisheit der Seegurken.
2021/2022 wurde die Ausschreibung zum sechsten Mal durchgeführt. Den ersten Preis erhielt der Japaner Yoshiyuki Miura für sein Werk Ellipse, das aus rot lackierten Stahldrähten besteht. Er teilt sich den mit 10.000 Euro dotierten Preis mit den Künstlern, die den zweiten und dritten Preis gewannen: Heidemarie Ziebandt und Peter Somm. Der Künstler Thomas Haufe erhielt den Publikumspreis. Die diesjährige Jury bestand u. a. aus Marli Hoppe-Ritter und Ewald Karl Schrade.
2024/2025 Zum 7. Mal schreibt die Kunsthalle Messmer den André Evard Preis für konkret-konstruktive Kunst aus. Aus über 500 Bewerbern wurden 101 Kunstschaffende für die Ausstellung (30.11.24 bis 23.02.25) ausgewählt.

## Galerie Messmer
Im Jahr 2013 erweiterte Jürgen A. Messmer die Kunsthalle um eine kommerzielle Galerie im historischen Säulenraum der ehemaligen Brauerei, die sich als Plattform für junge Künstler versteht. Das Programm umfasst Werke aus dem Bereich der konkret-konstruktiven Kunst und der figürlichen Malerei oder Skulptur.